# Rowland Garrett
Rowland G. Garrett (Canton, Misisipi, 16 de julio de 1950) es un exjugador de baloncesto estadounidense que disputó cinco temporadas en la NBA y dos más en la liga italiana. Con 1,98 metros de estatura, jugaba en la posición de alero.

## Trayectoria deportiva

### Universidad
Jugó durante tres temporadas con los Seminoles de la Universidad Estatal de Florida, en las que promedió 11,1 puntos y 6,9 rebotes por partido. En 1972 ayudó a su equipo a alcanzar la final del Torneo de la NCAA, en la que cayeron ante UCLA por 81-76.

### Profesional
Fue elegido en la septuagésimo octava posición del Draft de la NBA de 1972 por Chicago Bulls, y también por los Memphis Sounds en la séptima ronda del Draft de la ABA, fichando por los primeros.
En los Bulls, tras dos temporadas en las que apenas contó para su entrenador, Dick Motta, comenzó a despuntar en la 1974-75, cuando por fin contó con más minutos de juego, acabando el año promediando 7,6 puntos y 3,5 rebotes por partido.
Mediada la temporada siguiente fue traspasado junto con Nate Thurmond a los Cleveland Cavaliers a cambio de Eric Fernsten y Steve Patterson. En los Cavs volvió al ostracismo del banquillo, promediando en su única temporada completa 3,4 puntos y 1,4 rebotes por partido. En enero de 1977 fue traspasado junto con dos futuras primeras rondas del draft a Milwaukee Bucks, a cambio de Elmore Smith y Gary Brokaw, acabando la temporada promediando 4,7 puntos y 2,2 rebotes por partido.
Tras ser despedido por los Bucks, continuó su carrera en la Serie A2 de la liga italiana, jugando una temporada con el Pallalcesto Udine y otra con el Brill Cagliari, promediando en total 24,7 puntos y 7,6 rebotes por partido.

## Estadísticas de su carrera en la NBA

### Temporada regular
| Temporada | Edad | Equipo              | Liga | P   | TIT | MIN  | TC  | TCA | %TC  | 3P | 3PA | %3P | TL  | TLA | %TL  | R.OF. | R.DEF. | REB | ASIS | ROB | TAP | PER | FP  | PTS  |
| 1972-73   | 22   | Chicago Bulls       | NBA  | 35  |     | 6.0  | 1.5 | 3.4 | .441 |    |     |     | 0.6 | 0.9 | .677 |       |        | 1.7 | 0.2  |     |     |     | 0.8 | 3.6  |
| 1973-74   | 23   | Chicago Bulls       | NBA  | 41  |     | 9.1  | 1.7 | 4.5 | .370 |    |     |     | 0.5 | 0.8 | .656 | 0.8   | 1.0    | 1.7 | 0.3  | 0.1 | 0.2 |     | 1.0 | 3.8  |
| 1974-75   | 24   | Chicago Bulls       | NBA  | 70  |     | 16.9 | 3.3 | 6.8 | .481 |    |     |     | 1.1 | 1.4 | .794 | 1.1   | 2.4    | 3.5 | 0.6  | 0.3 | 0.2 |     | 1.8 | 7.6  |
| 1975-76   | 25   | TOTAL               | NBA  | 55  |     | 9.8  | 2.0 | 4.7 | .419 |    |     |     | 1.0 | 1.2 | .815 | 0.8   | 1.3    | 2.1 | 0.3  | 0.5 | 0.1 |     | 1.2 | 4.9  |
| 1975-76   | 25   | Chicago Bulls       | NBA  | 14  |     | 23.1 | 4.1 | 9.4 | .435 |    |     |     | 2.7 | 3.1 | .864 | 1.9   | 3.4    | 5.4 | 0.5  | 0.6 | 0.3 |     | 2.3 | 10.9 |
| 1975-76   | 25   | Cleveland Cavaliers | NBA  | 41  |     | 5.3  | 1.2 | 3.1 | .402 |    |     |     | 0.4 | 0.5 | .714 | 0.4   | 0.6    | 1.0 | 0.2  | 0.4 | 0.1 |     | 0.9 | 2.9  |
| 1976-77   | 26   | TOTAL               | NBA  | 62  |     | 9.6  | 1.7 | 3.9 | .444 |    |     |     | 0.7 | 0.8 | .804 | 0.6   | 1.2    | 1.8 | 0.4  | 0.3 | 0.2 |     | 1.3 | 4.1  |
| 1976-77   | 26   | Cleveland Cavaliers | NBA  | 29  |     | 7.4  | 1.4 | 3.2 | .430 |    |     |     | 0.6 | 0.8 | .818 | 0.3   | 1.0    | 1.4 | 0.2  | 0.2 | 0.1 |     | 1.0 | 3.4  |
| 1976-77   | 26   | Milwaukee Bucks     | NBA  | 33  |     | 11.6 | 2.0 | 4.4 | .452 |    |     |     | 0.7 | 0.9 | .793 | 0.8   | 1.4    | 2.2 | 0.6  | 0.4 | 0.2 |     | 1.5 | 4.7  |
| Total     |      |                     | NBA  | 263 |     | 11.0 | 2.1 | 4.8 | .441 |    |     |     | 0.8 | 1.0 | .772 | 0.8   | 1.5    | 2.3 | 0.4  | 0.3 | 0.2 |     | 1.3 | 5.1  |

### Playoffs
| Temp.   | Edad | Equipo              | Liga | P  | MIN | TCA | TC | 3PA | 3P | TLA | TL | R.OF. | REB | ASIS | ROB | TAP | PER | FP | PTS | %TC  | %3P | %FT  | MIN  | PTS | REB | AST |
| 1972-73 | 22   | Chicago Bulls       | NBA  | 1  | 1   | 0   | 0  |     |    | 0   | 0  |       | 0   | 0    |     |     |     | 0  | 0   |      |     |      | 1.0  | 0.0 | 0.0 | 0.0 |
| 1973-74 | 23   | Chicago Bulls       | NBA  | 2  | 6   | 0   | 4  |     |    | 0   | 0  | 0     | 1   | 0    | 0   | 0   |     | 1  | 0   | .000 |     |      | 3.0  | 0.0 | 0.5 | 0.0 |
| 1974-75 | 24   | Chicago Bulls       | NBA  | 12 | 143 | 21  | 56 |     |    | 2   | 4  | 8     | 29  | 3    | 4   | 4   |     | 27 | 44  | .375 |     | .500 | 11.9 | 3.7 | 2.4 | 0.3 |
| 1975-76 | 25   | Cleveland Cavaliers | NBA  | 4  | 5   | 0   | 0  |     |    | 2   | 4  | 0     | 0   | 0    | 0   | 0   |     | 0  | 2   |      |     | .500 | 1.3  | 0.5 | 0.0 | 0.0 |
| Total   |      |                     | NBA  | 19 | 155 | 21  | 60 |     |    | 4   | 8  | 8     | 30  | 3    | 4   | 4   |     | 28 | 46  | .350 |     | .500 | 8.2  | 2.4 | 1.6 | 0.2 |